# 豐富町
豐富町（日语：／ Toyotomi chō */?）是日本北海道宗谷綜合振興局西部的町，西鄰日本海。東部是平緩的丘陵和山岳地帶，東南部的山區則有豐富的溫泉。町內的佐呂別濕地位於利尻禮文佐呂別國立公園的範圍內，並沿著佐呂別川沿岸延伸。該濕地已於2005年11月被列入濕地公約。當地還有日本最北端的溫泉街-豐富溫泉。
由於位於流域，因此得到的地名，「ipe-kor-pet」在阿伊努語中意思為「可以取得魚的河」，「豐富」為其意譯。

## 歷史
- 1869年：設置開拓使，隸屬水戶藩。[3]
- 1878年：設置沙流村，轄區相當於現在的豐富町。
- 1903年：隸屬天鹽村外2村戶長役場（現在的天鹽町）管轄。
- 1909年：幌延與沙流兩村改隸屬新設置的幌延外1村戶長役場。
- 1919年4月1日：幌延、沙流兩村合併組為幌延村（現在的幌延町），成為二級村。[4]
- 1926年：在現在豐富溫泉地區探勘石油時，挖到溫泉。
- 1936年11月：日曹礦業成立日曹煤礦天鹽礦業所。
- 1940年9月1日：幌延村將原沙流村地區分村，設置豐富村，並成為二級村。
- 1947年：三菱礦業開始在豐幌地區開採煤礦。
- 1948年10月2日：由留萌支廳改隸屬宗谷支廳。
- 1950年11月：天興、曙地區改隸屬稚內市。
- 1959年1月1日：改制為豐富町。
- 1972年7月：日曹煤礦關閉。

## 行政
豐富町雖然原本是從幌延村（現在的幌延町）分村設置，但由於緊鄰稚內市的生活圈，因此是天鹽郡中唯一隸屬宗谷支廳管轄。但在行政業務中，警察事務是由留萌支廳天鹽町的天鹽警察署負責；消防事務是由與稚內市、猿拂村組成的廣域聯合負責；垃圾處理則與天鹽郡留萌支廳轄下其他3町、上川支廳轄下中川町組成的廣域聯合負責；豐富郵局的遞送業務是由幌延郵局處理。電話的區碼則與稚內市同樣為「0162」。

### 町長
- 現任：工藤榮光（2003年4月至今，現為第二任任期）

## 產業
當地以酪農業為主，所生產的牛乳以「豐富牛奶」的品牌販售至北海道內。過去曾經出產煤礦、石油和天然氣。在停止開採後，轉而利用豐富溫泉和佐呂別原野等旅遊觀光資源推廣旅遊業，每年約有30萬名遊客前來。

## 交通

### 機場
- 稚內機場（位於稚內市）
- 豐富直升機起降場

### 鐵路
- 北海道旅客鐵道宗谷本線：豐富車站 - 德滿車站 - 蘆川車站（已廢站） - 兜沼車站

### 道路
| 一般國道 - 國道40號 主要道道 - 北海道道84號豐富濱頓別線 - 北海道道106號稚內天鹽線 - 北海道道121號稚內幌延線 - 北海道道138號豐富猿拂線 | 道道 - 北海道道398號豐富停車場線 - 北海道道444號稚咲內豐富停車場線 - 北海道道510號拔海兜沼停車場線 - 北海道道616號上勇知兜沼停車場線 - 北海道道763號兜沼豊徳線 - 北海道道785號豐富中頓別線 - 北海道道923號豐富線 - 北海道道1118號兜沼停車場線 - 北海道道1119號稚內豐富線 |

## 觀光景點
| - 利尻禮文佐呂別國立公園 - 佐呂別原生花園 - 兜沼 - 豐富溫泉 - 大規模草地放牧場 - 稚咲內海岸砂丘林（北海道指定天然記念物） | - 豐富八幡神社夏季例大祭（6月中旬） - 佐呂別花祭（7月上旬） - 佐呂別100英哩自行車越野賽（8月上旬） - 商工夏祭（8月中旬） - （9月） |

## 教育

### 高等學校
- 道立北海道豐富高等學校（页面存档备份，存于）

### 中學校
- 豐富町立豐富中學校

### 小中學校
| - 豐富町立兜沼小中學校 | - 豐富町立庄內小中學校 |

### 小學校
| - 豐富町立豐富小學校 - 豐富町立豐富溫泉小學校 | - 豐富町立稚咲內小學校 |

## 外部連結
- （日語）豐富町觀光協會（页面存档备份，存于）
- （日語）豐富町商工會
- （日語）北海道JA豐富（页面存档备份，存于）（豐富町農會）
- （日語）佐呂別大地惠泉商品網頁（豐富溫泉濃縮水）
- （日語）工房レティエ
- （日語）道北自行車競技聯盟